# Vladímir Leónov (ciclista)
|  | Aquest article tracta sobre el ciclista soviètic. Vegeu-ne altres significats a «Vladímir Leónov (desambiguació)». |

Vladímir Petróvitx Leónov (en rus Владимир Петрович Леонов) (Tula, óblast de Tula, 25 d'abril de 1937) és un ciclista soviètic, d'origen rus, ja retirat, que va córrer durant els anys 50 i 60 del segle xx.
Va participar en dos Jocs Olímpics: els de 1956, a Melbourne, en què finalitzà el novè de la prova de tàndem; i els de 1960, a Roma, en què guanyà una medalla de bronze en la mateixa prova, fent parella amb Borís Vasíliev.
El 1958 i el 1959 va ser campió de l'URSS en esprint. Una vegada retirat va exercir d'entrenador.